# Martina Hennen
Martina Hennen (* 24. August 1972) ist eine ehemalige deutsche Fußballspielerin.

## Karriere

### Verein
Hennen spielte von 1993 bis 1995 für den Schmalfelder SV in der seinerzeit zweigleisigen Bundesliga. In der Gruppe Nord konnte sie mit dem Aufsteiger als Siebtplatzierter die Spielklasse halten, doch in der Folgesaison musste sie mit ihrer Mannschaft als Zehnt- und Letztplatzierter in die Regionalliga Nord absteigen.

### Nationalmannschaft
Für die A-Nationalmannschaft bestritt sie neun Länderspiele, davon drei in der EM-Qualifikationsgruppe 5. Ihr Debüt als Nationalspielerin gab sie am 5. Mai 1993 in Wädenswil beim 1:0-Sieg im Testspiel gegen die Schweizer Nationalmannschaft mit ihrer Einwechslung für Sandra Minnert in der 73. Minute. Ihr letztes Länderspiel bestritt sie am 27. Juli 1994 in Montreal beim 2:1-Sieg im Testspiel gegen die Nationalmannschaft Kanadas, in dem sie bereits in der 5. Minute für Patricia Grigoli ausgewechselt wurde. 